# Vroegtijdige toegang
Vroegtijdige toegang (Engels: early access) is een verdienmodel in de computerspelindustrie waar een spel in een vroege fase van de ontwikkeling (zoals alfa- of bètaversie) al gekocht en gespeeld kan worden. De spelers kunnen als testers fungeren en bugs, feedback en suggesties doorgeven aan de ontwikkelaars. Daarnaast zorgt het voor financiële ondersteuning voor de ontwikkelaar tijdens de ontwikkeling van het spel. Early access is net als crowdfunding een populaire manier van financiering voor indie-ontwikkelaars.
Geïnspireerd door het succes van de early access van Minecraft — dat meer dan 10 miljoen gebruikers had vóór de volledige release — gaf distributieplatform Steam in maart 2013 ontwikkelaars de mogelijkheid om spellen vroegtijdig beschikbaar te stellen. Uit een onderzoek uit 2017 bleek dat 15% van de spellen op het platform gebruik maakte van "Steam Early Access". Na Steam werd de functionaliteit ook ondersteund door andere digitale marktplaatsen, waaronder Origin, de Humble Store, de Xbox Live Marketplace en op PlayStation Network.